# Geonemini
Geonemini es una tribu de insectos coleópteros curculiónidos pertenecientes a la subfamilia Entiminae.  

## Géneros
- Anomadus – Anomonychus – Apotomoderes – Barynotellus – Barynotides – Barynotus – Bradyrhynchoides – Bufomicrus – Calyptillus – Chaulioplearus – Claeoteges – Cleistolophus – Compsonomus – Cryptolepidus – Cychrotonus – Decasticha – Doleropus – Epicaerus – Eumestorus – Geonemus – Graphorhinus – Heteroschoinus – Ischionoplus – Lachnopus – Lyperobates – Maseorhynchus – Mazenes – Melathra – Naupactopsis – Omileus – Plenaschopsis – Prosayleus – Pycnophilus – Sciorhinus – Stamoderes – Stereogaster – Tenillus – Tetrabothynus – Trigonoscuta – Tropirhinus